# Gulvit streckmätare
Gulvit streckmätare (Cabera exanthemata) är en fjärilsart som beskrevs av Giovanni Antonio Scopoli 1763. Gulvit streckmätare ingår i släktet Cabera och familjen mätare. Arten är reproducerande i Sverige. Inga underarter finns listade i Catalogue of Life.

## Bildgalleri

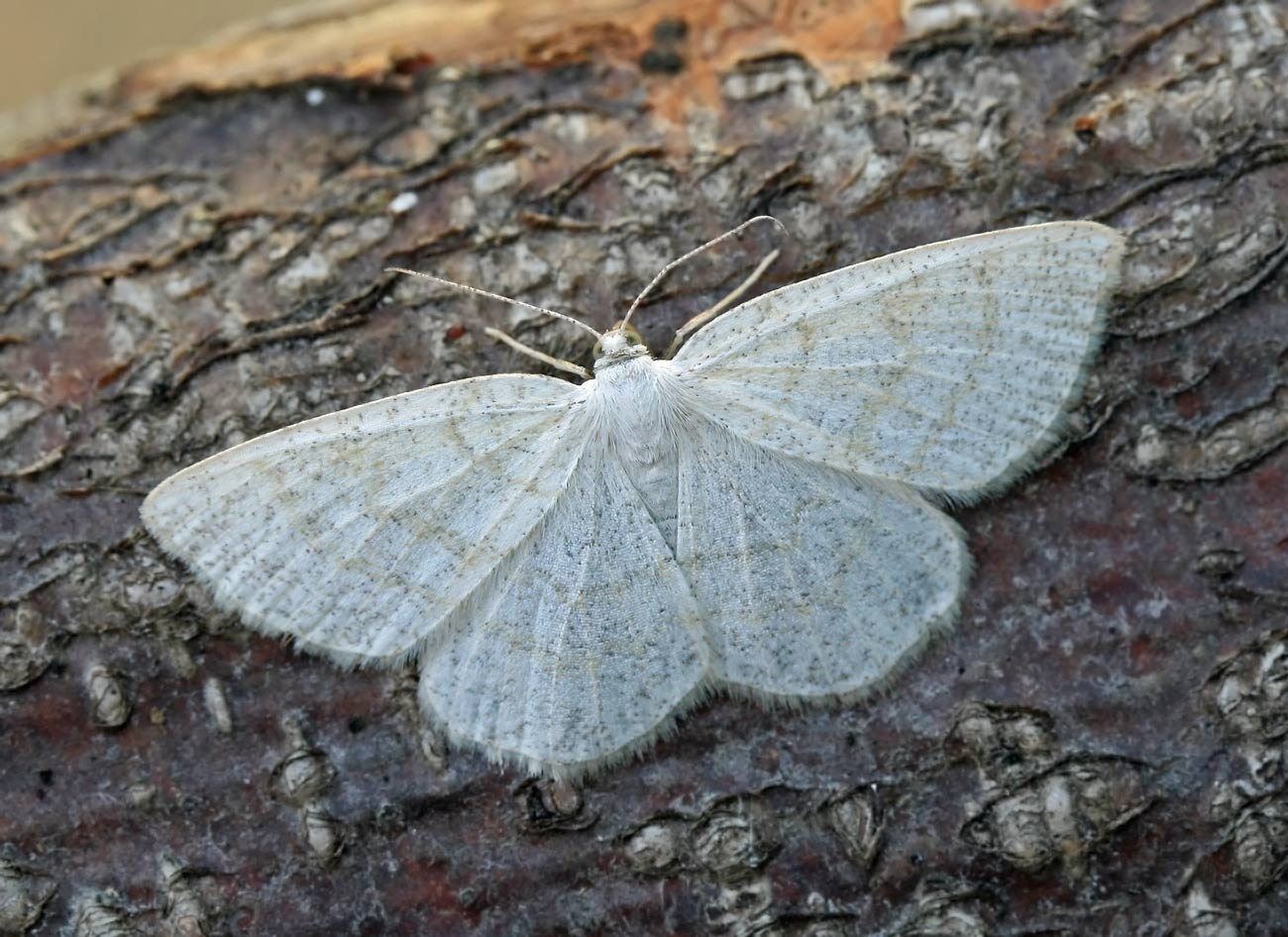
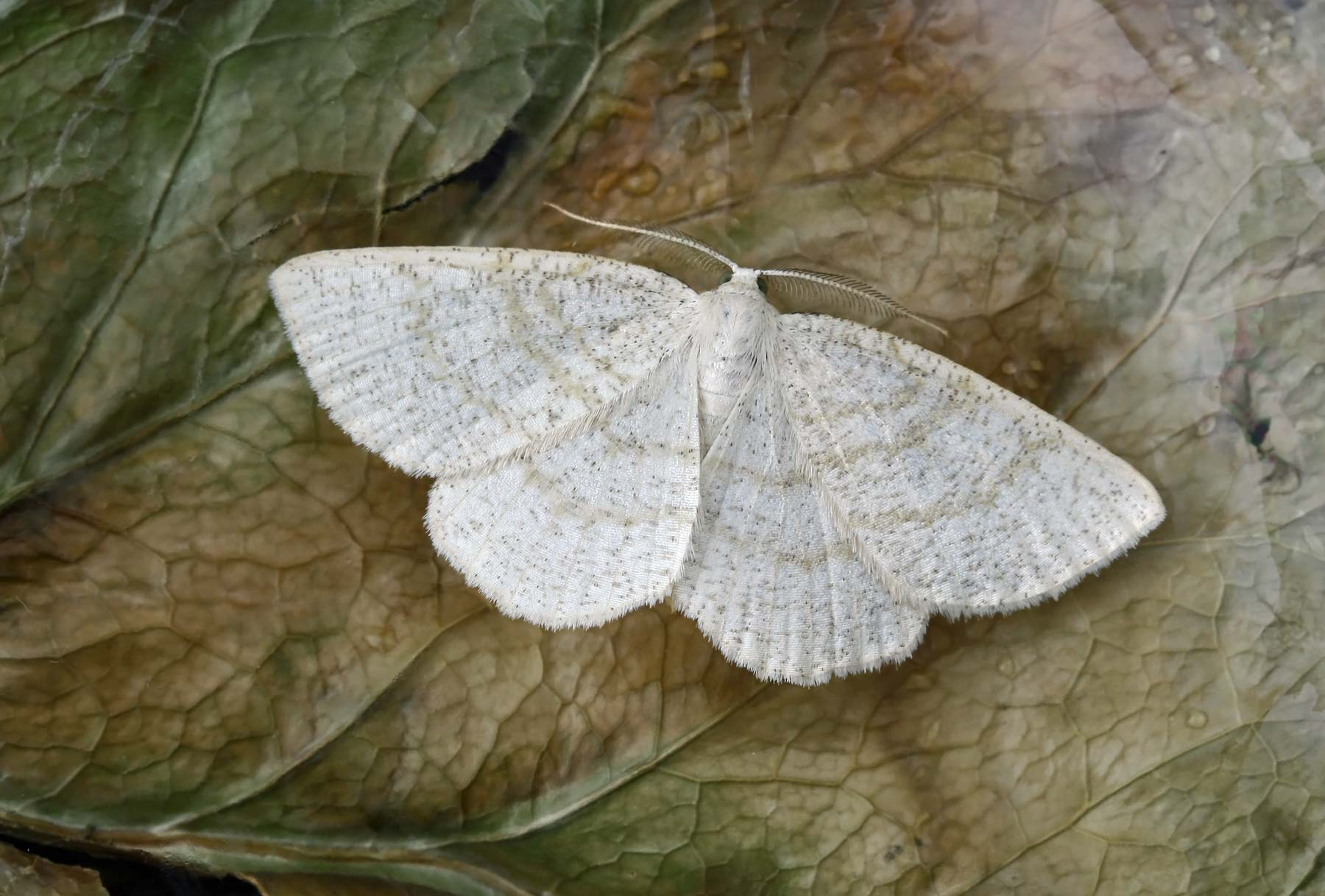
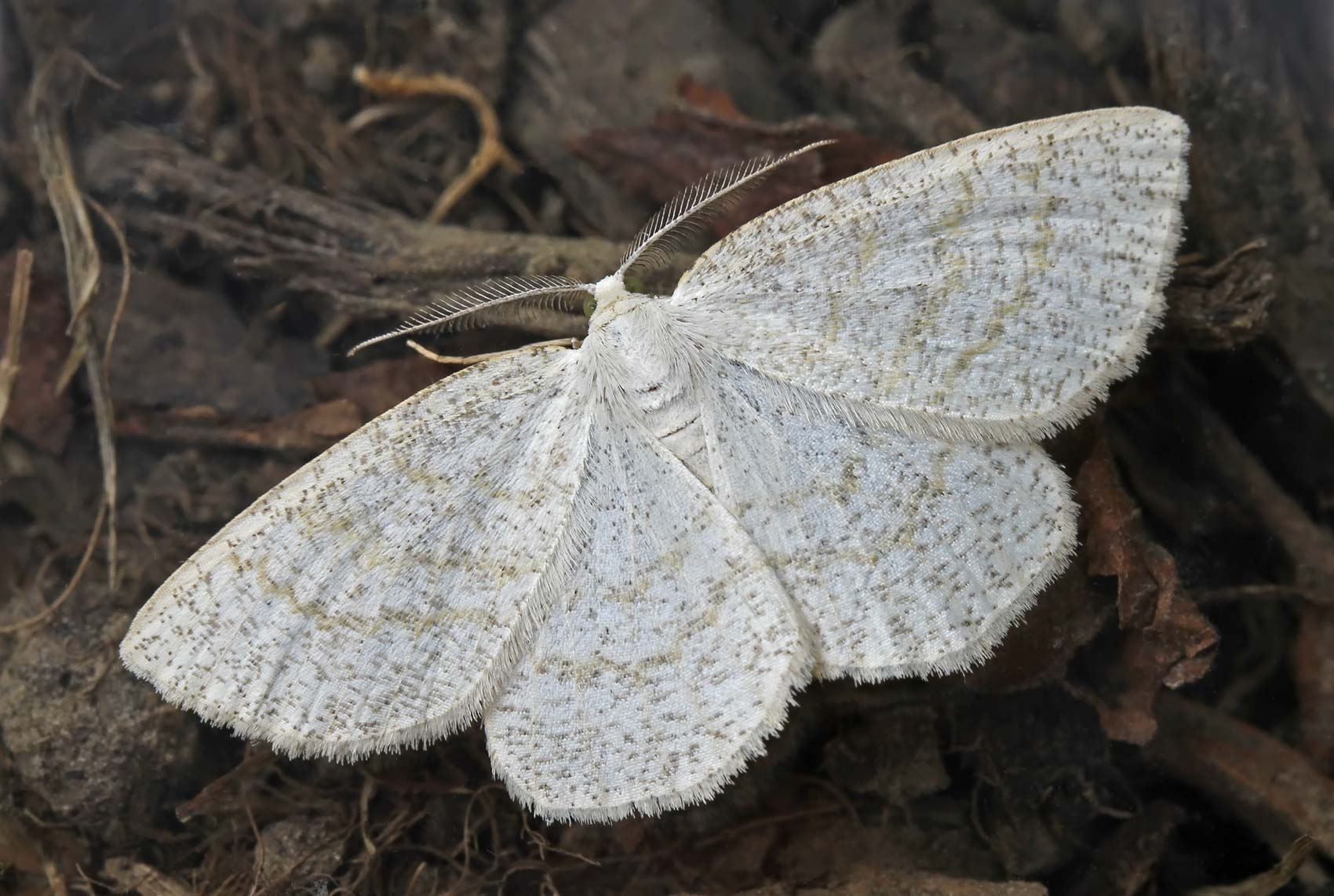
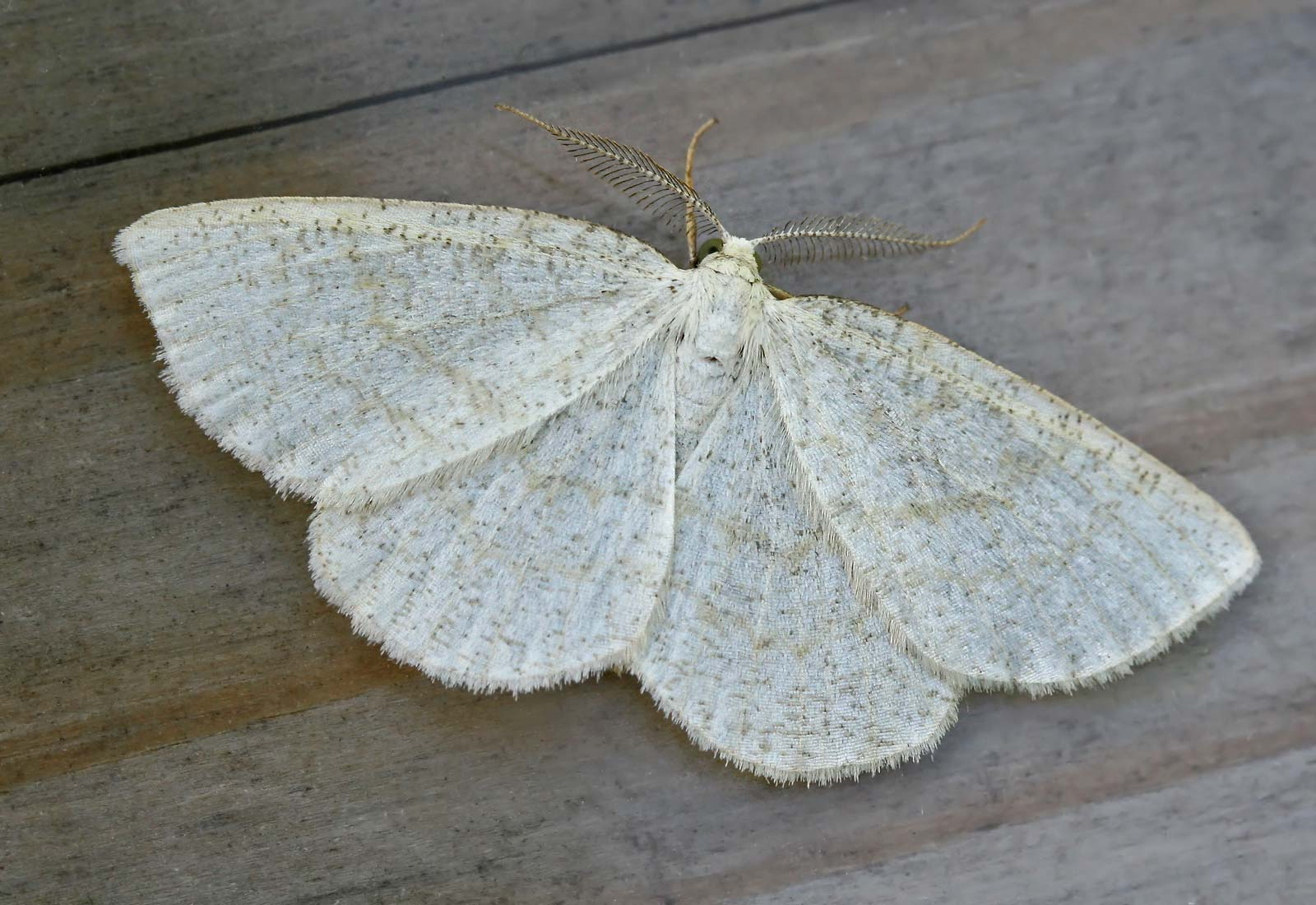
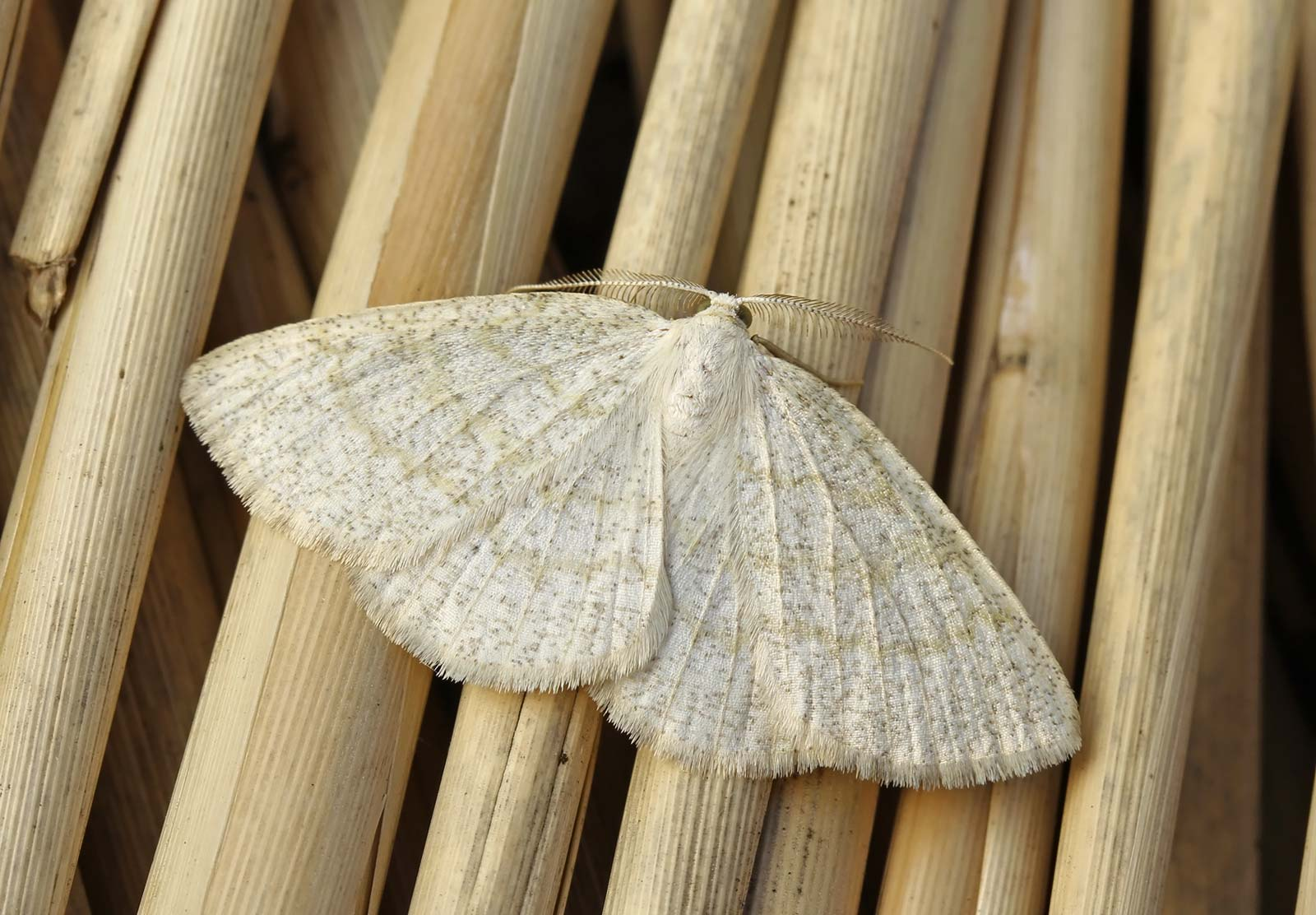
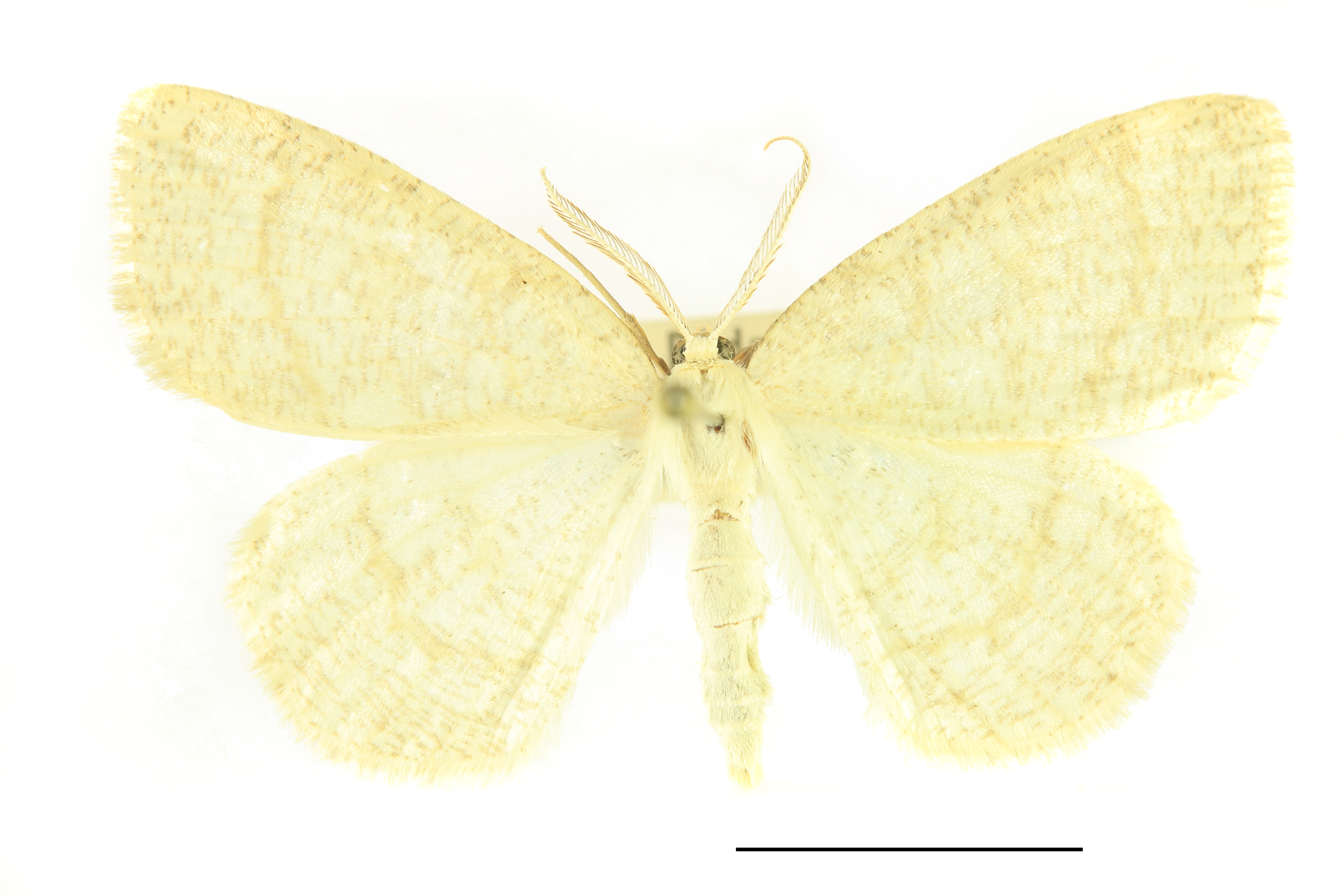